# 奧泰佩高地
奧泰佩高地是愛沙尼亞的高地，位於該國南部，由瓦爾加縣、沃魯縣、塔爾圖縣和珀爾瓦縣負責管轄，直徑約40公里，面積約1,200平方公里，該高地有數個湖泊，最高點海拔高度217米。